# Senaat (Zimbabwe)
De Senaat (Engels: Senate) is het hogerhuis van het parlement van Zimbabwe en telt 80 leden die worden gekozen voor een periode van vijf jaar.
De Senaat werd ingesteld in 2005, tussen 1980 en 1989 kende het land ook al een Senaat. Bij de verkiezingen van 2018 behaalde het Zimbabwaanse Afrikaanse Nationale Unie - Patriottisch Front (ZANU-PF) 34 zetels. De oppositie wordt gevormd door de Beweging voor Democratische Verandering (Alliantie) (MDC Alliance) en de Beweging voor Democratische Verandering – Tsvangirai (MDC - T) die gezamenlijk 26 zetels hebben.
De voorzitter van de Senaat is sinds 2018 Mabel Chinomona (ZANU-PF). Zij is de tweede vrouw die deze functie bekleedt; haar directe voorganger Edna Madzongwe was ook een vrouw.
Het lagerhuis van het parlement is de Nationale Vergadering (National Assembly).

## Samenstelling van de Senaat
- 60 senatoren worden gekozen middels het meerderheidsstelsel;
- 18 senatoren zijn traditionele Chiefs die tevens zitting hebben in de National Council of Chiefs[3];
- 2 senatoren vertegenwoordigen mensen met een lichamelijke beperking.[2]

## Zetelverdeling

Zetelverdeling na de verkiezingen van 2018

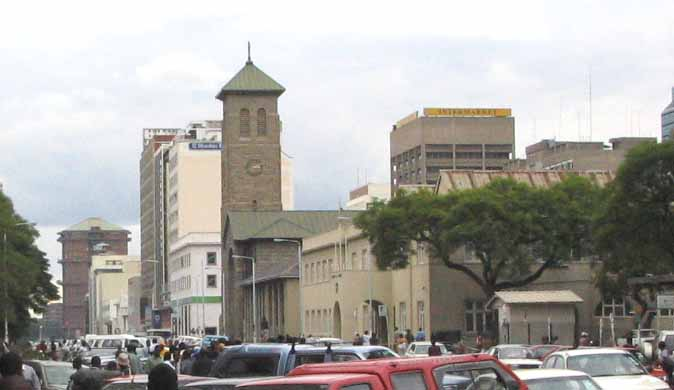
Het parlementsgebouw in Harare.